# Calcio Monza 1998-1999
Questa pagina raccoglie le informazioni riguardanti il Calcio Monza nelle competizioni ufficiali della stagione 1998-1999.

## Stagione
Nella stagione 1998-1999 il Monza disputa il campionato di Serie B, con 45 punti si piazza in quattordicesima posizione di classifica, il torneo è stato vinto dal Verona con 66 punti che è salito in Serie A con il Torino secondo con 65 punti, Lecce e Reggina terze con 64 punti. Affidata al confermato allenatore Pierluigi Frosio la squadra brianzola in questa stagione, raggiunge l'obiettivo prefissato di mantenere la categoria senza troppi affanni, ma disputando un campionato di basso profilo. Con un attacco tra i peggiori della categoria, ed una discreta difesa, che ha permesso ai biancorossi di non farsi invischiare nelle zone pericolose. Non è stato certo un caso, che il miglior marcatore stagionale biancorosso, il bosniaco Marko Topic abbia segnato solo 5 reti. Fugace anche la partecipazione del Monza nella Coppa Italia, con l'eliminazione nel primo turno, nel doppio confronto con il Lecce.

## Rosa
| N. |                    | Ruolo | Calciatore           |
| -- | ------------------ | ----- | -------------------- |
| 1  | Italia (bandiera)  | P     | Gabriele Aldegani    |
| 2  | Italia (bandiera)  | D     | Massimo Oddo         |
| 3  | Italia (bandiera)  | D     | Mirco Sadotti        |
| 4  | Italia (bandiera)  | D     | Gianpaolo Castorina  |
| 5  | Italia (bandiera)  | D     | Fabio Moro           |
| 6  | Italia (bandiera)  | C     | Federico Crovari     |
| 7  | Italia (bandiera)  | D     | Paolo Annoni         |
| 8  | Italia (bandiera)  | C     | Filippo Masolini     |
| 9  | Italia (bandiera)  | A     | Marcello Campolonghi |
| 10 | Italia (bandiera)  | C     | Simone Erba          |
| 11 | Italia (bandiera)  | C     | Luca Cavallo         |
| 12 | Italia (bandiera)  | P     | Roberto Colombo      |
| 13 | Italia (bandiera)  | A     | Fabio Vignaroli      |
| 14 | Italia (bandiera)  | D     | Mauro Bianchi        |
| 15 | Italia (bandiera)  | C     | Nicola Corrent       |
| 16 | Italia (bandiera)  | C     | Domenico Cristiano   |
| 17 | Senegal (bandiera) | D     | Joachim Fernandez    |

| N. |                                 | Ruolo | Calciatore           |
| -- | ------------------------------- | ----- | -------------------- |
| 18 | Italia (bandiera)               | C     | Roberto Cretaz       |
| 19 | Italia (bandiera)               | C     | Francesco Clementini |
| 20 | Italia (bandiera)               | A     | Roberto De Zerbi     |
| 21 | Bosnia ed Erzegovina (bandiera) | A     | Marko Topić          |
| 22 | Italia (bandiera)               | P     | Luca Redaelli        |
| 23 | Italia (bandiera)               | A     | Matteo Beretta       |
| 24 | Croazia (bandiera)              | D     | Dario Smoje          |
| 25 | Italia (bandiera)               | C     | Davide Cordone       |
| 27 | Italia (bandiera)               | C     | Daniele Buriani      |
| 28 | Italia (bandiera)               | C     | Marco Corbelli       |
| 29 | Italia (bandiera)               | D     | Gianluca Zanetti     |
| 30 | Italia (bandiera)               | C     | Roberto D'Aversa     |
| 31 | Italia (bandiera)               | P     | Alberto Calcinaghi   |
| 32 | Italia (bandiera)               | A     | Renato Greco         |
| 33 | Italia (bandiera)               | A     | Mario Lemme          |
| 34 | Italia (bandiera)               | D     | Niccolò Rossi        |
| 35 | Italia (bandiera)               | D     | Matteo Averani       |

## Risultati

### Serie B

#### Girone di andata
| Monza 6 settembre 1998 1ª giornata | Monza              | 0 – 0 | Lucchese | Stadio Brianteo\| Arbitro: \| Preschern (Mestre) \| |
| Arbitro:                           | Preschern (Mestre) |       |          |                                                     |

| Reggio Calabria 13 settembre 1998 2ª giornata | Reggina          | 0 – 0 | Monza | Stadio Oreste Granillo\| Arbitro: \| Rossi (Ciampino) \| |
| Arbitro:                                      | Rossi (Ciampino) |       |       |                                                          |

| Arbitro: | Pin (Conegliano) |

|  |           |                              |
|  | Marcatori | 52’ Francioso 95’ Piovanelli |

| Arbitro: | Branzoni (Pavia) |

|  |           |             |
|  | Marcatori | 72’ Crovari |

| Monza 4 ottobre 1998 5ª giornata | Monza               | 0 – 0 | Treviso | Stadio Brianteo\| Arbitro: \| Strazzera (Trapani) \| |
| Arbitro:                         | Strazzera (Trapani) |       |         |                                                      |

| Arbitro: | Guiducci (Arezzo) |

|                        |           |               |
| Monetta 16’ Grabbi 57’ | Marcatori | 85’ Vignaroli |

| Arbitro: | Dagnello (Trieste) |

|             |           |  |
| Crovari 32’ | Marcatori |  |

| Arbitro: | Paparesta (Bari) |

|                 |           |                     |
| Neri 51’ (rig.) | Marcatori | 67’ (rig.) Masolini |

| Arbitro: | Rossi (Ciampino) |

|  |           |                             |
|  | Marcatori | 75’ Ferrante 84’ Scarchilli |

| Arbitro: | Castellani (Verona) |

|                                    |           |                                |
| Tatti 36’ (rig.) Di Giannatale 74’ | Marcatori | 28’, 68’ Cordone 94’ Cristiano |

| Arbitro: | Branzoni (Pavia) |

|                  |           |  |
| Gelsi 53’ (rig.) | Marcatori |  |

| Arbitro: | Castellani (Verona) |

|                 |           |  |
| Cristiano 45+3’ | Marcatori |  |

| Arbitro: | Nucini (Bergamo) |

|  |           |          |
|  | Marcatori | 32’ Oddo |

| Monza 13 dicembre 1998 14ª giornata | Monza            | 0 – 0 | Cremonese | Stadio Brianteo\| Arbitro: \| Branzoni (Pavia) \| |
| Arbitro:                            | Branzoni (Pavia) |       |           |                                                   |

| Arbitro: | Rossi (Ciampino) |

|                           |           |                      |
| Raducioiu 28’ Adani 45+3’ | Marcatori | 37’ Oddo 54’ Cordone |

| Arbitro: | Sirotti (Forlì) |

|                     |           |  |
| Gonnella 72’ (aut.) | Marcatori |  |

| Arbitro: | Branzoni (Pavia) |

|  |           |              |
|  | Marcatori | 63’ Paradiso |

| Arbitro: | Sputore (Vasto) |

|                                              |           |                   |
| D. Franceschini 45’ D'Anna 71’ De Cesare 77’ | Marcatori | 4’ Topic 26’ Oddo |

| Arbitro: | Pin (Conegliano) |

|           |           |                              |
| Smoje 15’ | Marcatori | 24’ Banchelli 72’ C. Colombo |

#### Girone di ritorno
| Arbitro: | Nucini (Bergamo) |

|          |           |                  |
| Paci 83’ | Marcatori | 8’, 66’ D'Aversa |

| Arbitro: | Preschern (Mestre) |

|                |           |             |
| Clementini 75’ | Marcatori | 44’ Firmani |

| Arbitro: | Strazzera (Trapani) |

|                              |           |                     |
| Ruotolo 36’ (rig.) Nappi 54’ | Marcatori | 39’ (rig.) Masolini |

| Arbitro: | Castellani (Verona) |

|  |           |              |
|  | Marcatori | 35’ Salvetti |

| Arbitro: | Castellani (Verona) |

|                                            |           |             |
| L. Beghetto 1’ Lantignotti 6’ Moscelli 64’ | Marcatori | 38’ Cordone |

| Arbitro: | Dagnello (Trieste) |

|           |           |                |
| Annoni 9’ | Marcatori | 10’ Borgobello |

| Andria 14 marzo 1999 26ª giornata | Fidelis Andria   | 0 – 0 | Monza | Stadio degli Ulivi\| Arbitro: \| Branzoni (Pavia) \| |
| Arbitro:                          | Branzoni (Pavia) |       |       |                                                      |

| Arbitro: | Serena (Bassano del Grappa) |

|            |           |  |
| Annoni 30’ | Marcatori |  |

| Arbitro: | Paparesta (Bari) |

|                                                 |           |                             |
| Ferrante 35’ (rig.), 68’ (rig.) Maltagliati 71’ | Marcatori | 6’, 24’ Topic 18’ Cristiano |

| Arbitro: | Rossi (Ciampino) |

|                             |           |  |
| Masolini 32’ Topic 63’, 75’ | Marcatori |  |

| Arbitro: | Cardella (Torre del Greco) |

|  |           |                          |
|  | Marcatori | 4’ (aut.) Moro 63’ Luiso |

| Ravenna 25 aprile 1999 31ª giornata | Ravenna           | 0 – 0 | Monza | Stadio Bruno Benelli\| Arbitro: \| Pirrone (Messina) \| |
| Arbitro:                            | Pirrone (Messina) |       |       |                                                         |

| Arbitro: | Nucini (Bergamo) |

|               |           |                 |
| Vignaroli 25’ | Marcatori | 15’ Piangerelli |

| Arbitro: | Preschern (Mestre) |

|              |           |                |
| Caverzan 93’ | Marcatori | 45+1’ D'Aversa |

| Monza 16 maggio 1999 34ª giornata | Monza           | 0 – 0 | Brescia | Stadio Brianteo\| Arbitro: \| Sputore (Vasto) \| |
| Arbitro:                          | Sputore (Vasto) |       |         |                                                  |

| Arbitro: | Nucini (Bergamo) |

|                |           |  |
| L. Colucci 55’ | Marcatori |  |

| Arbitro: | Rosetti (Torino) |

|                    |           |                   |
| Turrini 22’ (rig.) | Marcatori | 5’ Lemme 50’ Oddo |

| Monza 6 giugno 1999 37ª giornata | Monza              | 0 – 0 | Chievo | Stadio Brianteo\| Arbitro: \| Preschern (Mestre) \| |
| Arbitro:                         | Preschern (Mestre) |       |        |                                                     |

| Arbitro: | Trentalange (Torino) |

|                        |           |  |
| Caccia 10’ (rig.), 22’ | Marcatori |  |

### Coppa Italia
| Arbitro: | Serena (Bassano del Grappa) |

|  |           |                        |
|  | Marcatori | 10’ Sesa 51’ Margiotta |

| Lecce 30 agosto 1998 Primo turno - ritorno | Lecce              | 0 – 0 | Monza | Stadio Via del Mare\| Arbitro: \| Tombolini (Ancona) \| |
| Arbitro:                                   | Tombolini (Ancona) |       |       |                                                         |

## Statistiche

### Statistiche di squadra
| Competizione | Punti | In casa | In casa | In casa | In casa | In casa | In casa | In trasferta | In trasferta | In trasferta | In trasferta | In trasferta | In trasferta | Totale | Totale | Totale | Totale | Totale | Totale | DR |
| Competizione | Punti | G       | V       | N       | P       | Gf      | Gs      | G            | V            | N            | P            | Gf           | Gs           | G      | V      | N      | P      | Gf     | Gs     | DR |
| ------------ | ----- | ------- | ------- | ------- | ------- | ------- | ------- | ------------ | ------------ | ------------ | ------------ | ------------ | ------------ | ------ | ------ | ------ | ------ | ------ | ------ | -- |
| Serie B      | 45    | 19      | 5       | 8       | 6       | 11      | 13      | 19           | 5            | 7            | 7            | 21           | 25           | 38     | 10     | 15     | 13     | 32     | 38     | -6 |
| Coppa Italia |       | 1       | 0       | 0       | 1       | 0       | 2       | 1            | 0            | 1            | 0            | 0            | 0            | 2      | 0      | 1      | 1      | 0      | 2      | -2 |
| Totale       |       | 20      | 5       | 8       | 7       | 11      | 15      | 20           | 5            | 8            | 7            | 21           | 25           | 40     | 10     | 16     | 14     | 32     | 40     | -8 |

### Statistiche dei giocatori
| Giocatore      | Serie B  | Serie B | Serie B     | Serie B    | Coppa Italia | Coppa Italia | Coppa Italia | Coppa Italia | Totale   | Totale | Totale      | Totale     |
| Giocatore      | Presenze | Reti    | Ammonizioni | Espulsioni | Presenze     | Reti         | Ammonizioni  | Espulsioni   | Presenze | Reti   | Ammonizioni | Espulsioni |
| -------------- | -------- | ------- | ----------- | ---------- | ------------ | ------------ | ------------ | ------------ | -------- | ------ | ----------- | ---------- |
| G. Aldegani    | 37       | -36     | ?           | ?          | ?            | ?            | ?            | ?            | 37+      | -36+   | ?           | ?          |
| P. Annoni      | 28       | 2       | ?           | ?          | ?            | ?            | ?            | ?            | 28+      | 2+     | ?           | ?          |
| M. Averani     | 1        | 0       | ?           | ?          | ?            | ?            | ?            | ?            | 1+       | 0+     | ?           | ?          |
| M. Beretta     | 6        | 0       | ?           | ?          | ?            | ?            | ?            | ?            | 6+       | 0+     | ?           | ?          |
| M. Bianchi     | 6        | 0       | ?           | ?          | ?            | ?            | ?            | ?            | 6+       | 0+     | ?           | ?          |
| M. Campolonghi | 10       | 0       | ?           | ?          | ?            | ?            | ?            | ?            | 10+      | 0+     | ?           | ?          |
| G. Castorina   | 34       | 0       | ?           | ?          | ?            | ?            | ?            | ?            | 34+      | 0+     | ?           | ?          |
| L. Cavallo     | 26       | 0       | ?           | ?          | ?            | ?            | ?            | ?            | 26+      | 0+     | ?           | ?          |
| F. Clementini  | 21       | 1       | ?           | ?          | ?            | ?            | ?            | ?            | 21+      | 1+     | ?           | ?          |
| R. Colombo     | 1        | -2      | ?           | ?          | ?            | ?            | ?            | ?            | 1+       | -2+    | ?           | ?          |
| D. Cordone     | 34       | 4       | ?           | ?          | ?            | ?            | ?            | ?            | 34+      | 4+     | ?           | ?          |
| N. Corrent     | 25       | 0       | ?           | ?          | ?            | ?            | ?            | ?            | 25+      | 0+     | ?           | ?          |
| D. Cristiano   | 26       | 3       | ?           | ?          | ?            | ?            | ?            | ?            | 26+      | 3+     | ?           | ?          |
| F. Crovari     | 13       | 2       | ?           | ?          | ?            | ?            | ?            | ?            | 13+      | 2+     | ?           | ?          |
| R. D'Aversa    | 18       | 3       | ?           | ?          | ?            | ?            | ?            | ?            | 18+      | 3+     | ?           | ?          |
| R. De Zerbi    | 9        | 0       | ?           | ?          | ?            | ?            | ?            | ?            | 9+       | 0+     | ?           | ?          |
| S. Erba        | 6        | 0       | ?           | ?          | ?            | ?            | ?            | ?            | 6+       | 0+     | ?           | ?          |
| J. Fernandez   | 3        | 0       | ?           | ?          | ?            | ?            | ?            | ?            | 3+       | 0+     | ?           | ?          |
| R. Greco       | 15       | 0       | ?           | ?          | ?            | ?            | ?            | ?            | 15+      | 0+     | ?           | ?          |
| M. Lemme       | 16       | 1       | ?           | ?          | ?            | ?            | ?            | ?            | 16+      | 1+     | ?           | ?          |
| F. Masolini    | 28       | 3       | ?           | ?          | ?            | ?            | ?            | ?            | 28+      | 3+     | ?           | ?          |
| F. Moro        | 27       | 0       | ?           | ?          | ?            | ?            | ?            | ?            | 27+      | 0+     | ?           | ?          |
| M. Oddo        | 30       | 5       | ?           | ?          | ?            | ?            | ?            | ?            | 30+      | 5+     | ?           | ?          |
| M. Sadotti     | 31       | 0       | ?           | ?          | ?            | ?            | ?            | ?            | 31+      | 0+     | ?           | ?          |
| D. Smoje       | 22       | 1       | ?           | ?          | ?            | ?            | ?            | ?            | 22+      | 1+     | ?           | ?          |
| M. Topic       | 31       | 5       | ?           | ?          | ?            | ?            | ?            | ?            | 31+      | 5+     | ?           | ?          |
| F. Vignaroli   | 20       | 2       | ?           | ?          | ?            | ?            | ?            | ?            | 20+      | 2+     | ?           | ?          |
| G. Zanetti     | 4        | 0       | ?           | ?          | ?            | ?            | ?            | ?            | 4+       | 0+     | ?           | ?          |